# آلکساندر ساروخان
آلکساندر هاکوبی ساروخان (ارمنی: Ալեքսանդր Հակոբի Սարուխան؛ ۱ اکتبر ۱۸۹۸ – ۱۹۷۷) یک کارتونیست اهل ارمنستان-مصر بود که طرح‌هایش در تعدادی از روزنامه‌ها و مجلات عربی و بین‌المللی به چاپ رسید.

## زندگی‌نامه
وی در ۱ اکتبر ۱۸۹۸ در امپراتوری روسیه در به دنیا آمد  وی در ۱۹۷۷ در سن ۷۹ سالگی در قاهره درگذشت.